# Zitha millotalis
Zitha millotalis är en fjärilsart som beskrevs av Pierre E.L. Viette 1960. Zitha millotalis ingår i släktet Zitha och familjen mott. Inga underarter finns listade i Catalogue of Life.